# Patrick Strzoda
Patrick Strzoda (/pa.tʁikˈstʂɔ.da/), né le 5 janvier 1952 à Thann (Haut-Rhin), est un haut fonctionnaire français.
De mai 2017 à décembre 2023, il est le directeur de cabinet du président de la République française, Emmanuel Macron.
Il est également durant cette période le représentant personnel basé à Paris du co-prince français d'Andorre, le président français Emmanuel Macron.

## Biographie
Issu d'une famille d'origine polonaise, il est titulaire d’une licence d'anglais obtenue à l'université de Franche-Comté et d’une licence de droit obtenue à l'université de Strasbourg, Patrick Strzoda commence sa carrière en tant que conseiller d’administration scolaire et universitaire au ministère de l’Éducation nationale en 1975. En 1983, il intègre l'ENA (promotion Léonard de Vinci) et rejoint la préfectorale comme directeur de cabinet du préfet de la Dordogne en 1985. Il devient ensuite sous-préfet de Saint-Jean-de-Maurienne en 1987, puis secrétaire général du comité d’organisation des Jeux olympiques d'hiver de 1992 à Albertville, toujours en Savoie.
Il devient secrétaire général de la préfecture de la Drôme en 1992, puis sous-préfet d’Arles (Bouches-du-Rhône) en 1995 et chef du service de l'information et des relations publiques (SIRP) au ministère de l'Intérieur en 1996. En 1997, il est nommé secrétaire général pour les affaires régionales de Rhône-Alpes (1997-2002) avant d'être promu préfet des Hautes-Alpes en 2002, puis préfet des Deux-Sèvres en 2004.
Il passe aux collectivités locales comme directeur général des services du conseil général de la Savoie en 2005, puis directeur général de l'office public d'aménagement et de construction du Rhône en 2008.
Il retrouve le monde préfectoral en 2009 comme préfet des Hauts-de-Seine, puis assume la fonction de préfet de Corse entre 2011 et 2013, puis comme préfet de la région Bretagne de 2013 à avril 2016.
En avril 2016, il devient directeur du cabinet du ministre de l’Intérieur Bernard Cazeneuve. Il est ensuite nommé directeur de cabinet du Premier ministre en décembre 2016, lorsque Bernard Cazeneuve accède à cette fonction.
Il est nommé préfet de Paris, préfet de la région Île-de-France, avec une prise de fonction au 16 mai 2017 mais n'exerce pas cette fonction en raison d’une nouvelle nomination en tant que directeur du cabinet du président de la République, Emmanuel Macron,, prenant effet le même jour.
Le 5 juillet 2018, il est admis par limite d'âge à faire valoir ses droits à la retraite à compter du 6 octobre 2018.
Il quitte ses fonctions de directeur de cabinet du chef de l’État le 2 janvier 2024 (et est nommé conseiller à la présidence de la République le 5 janvier 2024). Patrice Faure lui succède.

## Controverses
Alors qu'il est préfet de Bretagne, il supervise et défend l'action de la police pendant les manifestations contre la loi travail, notamment lorsqu'un étudiant est éborgné. La co-responsable des jeunesses communistes de Rennes, qui affirme que la Police a utilisé des Flash-Ball, accuse Patrick Strzoda d'avoir nié l'utilisation de ces armes. Cet événement lui vaut le surnom de « Monsieur Flashball » de la part de ses détracteurs.
Toujours en tant que préfet de Bretagne, il aurait demandé la discrétion au président de RTE France au sujet d'un projet de liaison électrique entre l'Irlande et la France, afin que les conseillers régionaux votent en faveur du « Pacte électrique breton » qui leur était proposé,.
Le 20 juillet 2018 et le 16 janvier 2019, il est entendu comme témoin dans l'enquête sur l'affaire Benalla. Au moment de rendre son rapport, la commission d'enquête du Sénat met en cause le témoignage de Patrick Strzoda, d'Alexis Kohler (secrétaire général de l'Élysée) et du général Lionel Lavergne, soupçonnés d'« omissions, incohérences » et « contradictions », et demande au bureau du Sénat de « saisir le ministère public », qui pourra « procéder aux investigations qu'il jugera opportunes afin de déterminer s'il y a lieu de donner des suites judiciaires à ces déclarations »,. Le 21 mars 2019, le bureau du Sénat saisit le parquet pour suspicion de faux témoignage. Le 27 juin 2019, l’enquête préliminaire pour faux témoignage le visant est classée sans suite par le parquet de Paris.
Il est accusé par le journaliste Olivier Jourdan du média Blast, de liens avec la mafia Corse où il a exercé en tant que préfet.

## Distinctions
- Grand officier de la Légion d'honneur (2025)[21]
- Commandeur de l'ordre national du Mérite (2015)[22]
- Chevalier de l'ordre des Palmes académiques[23]
- Officier de l'ordre du Mérite agricole[23]
- Officier de l'ordre du Mérite maritime[24]
- Médaille de la jeunesse, des sports et de l'engagement associatif, argent[23]
- Officier de l'ordre du Mérite de la République italienne‎ (2021)[25]